# Example.com
example.com, example.net et example.org (de l'anglais qui signifie « exemple ») sont des noms de domaines de second niveau que l'Internet Assigned Numbers Authority (IANA) se réserve afin que les rédacteurs de documentation puissent les utiliser à titre d'exemple, sans se soucier d'éventuels effets indésirables pour qui que ce soit, au cas où les utilisateurs les essaieraient tels quel. Ils sont donc souvent utilisés pour la documentation, ainsi que pour les tests de configuration.
Ils ont été spécifiés dans la RFC 2606 Reserved Top Level DNS Names publiée en 1999.

## Propriétaire
Un whois sur les domaines en .com et en .net retourne la sortie suivante, :
```
domain:       EXAMPLE.COM

organisation: Internet Assigned Numbers Authority

created:      1992-01-01
source:       IANA

```

## Serveur HTTP

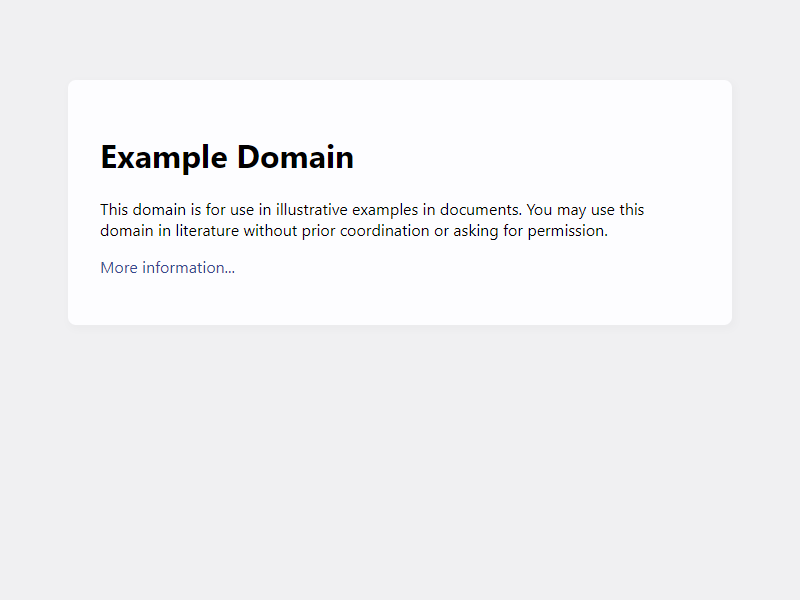
Page retournée par un navigateur web lors de l'accès à example.com

Ces domaines hébergent un serveur Web qui retourne une page web intitulée Example Domain et contenant le message :

« Example Domain
This domain is established to be used for illustrative examples in documents. You may use this domain in examples without prior coordination or asking for permission.
More information... »

qui peut se traduire par :

« Domaine d'exemple
Ce domaine est mis en place pour être utilisé pour des exemples dans les documents . Vous pouvez utiliser ce domaine dans les exemples sans coordination préalable et sans demander la permission. 
Plus d'information... »